# A klinika
A klinika (eredeti cím: Die Schwarzwaldklinik, szó szerinti magyar cím: „A Fekete-erdei klinika”) 1985-1989 között sugárzott NSZK televíziós filmsorozat, amely Glottertalban játszódott, és 28 milliós nézőszámával óriási nézettséget produkált. Készült belőle egy külön rész, és két film is. A Német Szövetségi Köztársaságban a ZDF tűzte műsorra az epizódjait 1985 októbere és 1989 márciusa között, ősztől tavaszig, heti 2-3 estén. Magyarországon 1988-ban a TV-1, 2000-ben a TV2, 2011-ben a Story4, 2014–2016 között az M3 sugározta. 2018 március elejétől a PRIME is műsorára tűzte.

## Háttér
A klinika a Kórház a város szélén (Nemocnice na kraji města) című sikeres csehszlovák sorozatra adott német válasz; a világon máshol is divatba jöttek az effélék.[forrás?] Szellemi atyja Wolfgang Rademann. A baden-württembergi Glottertal területe a klinika külső helyszíneként szolgált a sorozat forgatásához, a belső jeleneteket Hamburgban rögzítették, a professzor háza pedig a fekete-erdei Grafenhausenben található.

## A klinika zenéje
A klinika zenéjét, híres főcímdalát Hans Hammerschmid komponálta.

## Főbb szereplők
- Dr. Klaus Brinkmann professzor (Klausjürgen Wussow: Bács Ferenc) – A Fekete-erdei klinika megnyerő, sármos főorvosa, a sorozat kezdetén 55 éves
- Christa Mehnert nővér, majd dr. Christa Brinkmann orvos (Gaby Dohm: Földessy Margit) – Klaus Brinkmann harmadik felesége, kezdetben nővér, és eleinte Udo barátnője; később befejezi orvosi tanulmányait, és orvos lesz
- Dr. Udo Brinkmann (Sascha Hehn: Nagy Gábor) – Brinkmann professzor fia az első házasságából. Volt barátnőjéből, Christából a „mostohaanyja” lesz
- Dr. Benjamin Brinkmann (Andreas Winterhalder: ? [kisgyerekként]; Alexander Wussow: Crespo Rodrigo [A klinika – Húsz év múlva és A klinika – Újra együtt]) – Klaus és Christa fia, Udo féltestvére
- Dr. Sophie Schwarz/Brinkmann (Eva Habermann: Madarász Éva [A klinika – Húsz év múlva és A klinika – Újra együtt]) – Benjamin felesége
- Dr. Katarina Gessner/Brinkmann (Ilona Grübel: Kovács Nóra) – aneszteziológus, Udo első felesége
- Angelika „Angie” Gessner (Angelika Reißner: Somlai Edina; Bogdányi Titanilla; Zsigmond Tamara) – Katarina lánya az első házasságából, Udo mostohalánya
- Elke nővér, később Elke Brinkmann (Barbara Wussow: Zentai Lilla; Balogh Erika; Orosz Anna [A klinika – Húsz év múlva]) – Udo második felesége
- Käthi Marek (Karin Hardt: Komlós Juci) – Brinkmannék első házvezetőnője
- Carsta Michaelis (Evelyn Hamann: Kiss Mari; Illyés Mari [A klinika – Húsz év múlva]) – Brinkmannék második házvezetőnője
- Dr. Gerhard Schäfer (Karl Walter Diess: Pathó István) – adjunktus
- Ina nővér (Gabi Fischer: Vándor Éva; Kiss Erika)
- Hildegard Zeisig főnővér (Eva Maria Bauer: Pásztor Erzsi)
- Florian Brinkmann (Raimund Harmstorf: Koncz Gábor) – Klaus unokatestvére
- Carola (Olivia Pascal: Zsurzs Kati)
- Klaudia Schubert (Anja Kruse: Szerencsi Éva) – Udo elhunyt kedvese
- Michael „Mischa” Burgmann ápoló (Jochen Schroeder: Felföldi László; Pusztaszeri Kornél; Háda János [A klinika – Húsz év múlva és A klinika – Újra együtt])
- Alfred Mühlmann – gazdasági igazgató (Alf Marholm: Bodor Tibor)
- Dr. Alexander Vollmers orvos (Christian Kohlund: Kovács István; Csankó Zoltán; Vass Gábor [A klinika – Húsz év múlva]) – kutatóorvos, Christa tanára, majd kollégája
- Vollmersné (Lola Müthel: Kassai Ilona)
- Karin Meis „Meisecske” kisasszony (Karin Eckhold: Erdélyi Mari; Kovács Zsuzsa; Sáfár Anikó [A klinika – Húsz év múlva]) – Brinkmann professzor titkárnője
- Dr. Werner Schübel (Volker Brandt: Balkay Géza; Balázsovits Lajos; Wohlmuth István) – Schäfer utódja, nőcsábász, szerencsejátékos
- Dr. Horst Römer (Horst Naumann: Szokolay Ottó; Perlaki István [A klinika – Húsz év múlva]) – belgyógyász, Klaus barátja
- Dr. Engel (Michael Kausch: Gyabronka József; Holl Nándor; Józsa Imre) – ifjú orvos
- Dr. Borsdorf (Knut Hinz: Szacsvay László; Lázár Sándor)
- Werner Sager (Robert Atzorn: Izsóf Vilmos)
- Csavargó Boris (Gustl Bayrhammer: Mádi Szabó Gábor) – Brinkmann professzort is csavargónak nézi a saját vidéki házában, ahol illegálisan megszáll időnként, de Brinkmann nem fedi fel kilétét, és összebarátkoznak. Később, társadalombiztosítás híján, a professzor fizeti a kórházi kezelését.

## Folytatások

### A klinika – Húsz év múlva
Eredeti címe  Die Schwarzwaldklinik – Die nächste Generation. Filmdráma Hans-Jürgen Tögel rendezésében, melyet 2005-ben mutattak be, Magyarországon pedig a TV2 műsorán debütált 2005. április 25-én. Az események ezúttal egy esküvő körül bonyolódnak. Udo már feladta sürgősségi sebészi hivatását, hogy a jobban jövedelmező plasztikai sebészettel foglalkozzon, és ezért összeveszett Benjaminnal. Hildegard főnővér sem akar megjelenni, mert szégyelli, hogy nincstelenné vált. Ráadásul az ünneptől nem messze hatalmas baleset történik.

### A klinika – Újra együtt
Eredeti címe Die Schwarzwaldklinik – Neue Zeiten. Romantikus filmdráma Hans-Jürgen Tögel rendezésében, amelyet 2005-ben mutattak be. Történetében a klinikát eladják, Udo és Benjamin összefognak, hogy megmentsék a kórházat. Mikor az új tulajdonos balesetet szenved, Udo menti meg az életét. Kiderül, hogy már nem először találkoznak hasonló körülmények között.